# بينما كنت نائما
بينما كنت نائما ((الكورية: 당신이 잠든 사이에)) هو مسلسل تلفزيوني كوري جنوبي، عرض على قناة إس بي إس من 27 سبتمبر إلى 16 نوفمبر 2017. الدراما متاحة على خدمات البث عبر الإنترنت مثل نتفليكس و Viki و KOCOWA وViu. كما بثت على منصة iQIYI.

## القصة
تتحدث دراما “بينما كنت نائماً” عن ثلاثة اشخاص يحلمون بما سيحدث لاحقا بالواقع ويسعون إلى محاولة وقف المواقف المشئومة من الحدوث ولكن عليهم مواجهة عواقب التغيير الذي سيصنعونه.

## بطولة
- سوزي بدور نام هونغ سو.[7]

- لي جونغ سوك بدور جونغ جاي شان.[8]
- جونغ هاي إن بدور هان وو تاك.[9]
- لي سانغ-أيوب بدور لي يوو بيوم.[10]

## المشاهدات
| الموسم | الموسم | رقم الحلقة | رقم الحلقة | رقم الحلقة | رقم الحلقة | رقم الحلقة | رقم الحلقة | رقم الحلقة | رقم الحلقة | رقم الحلقة | رقم الحلقة | رقم الحلقة | رقم الحلقة | رقم الحلقة | رقم الحلقة | رقم الحلقة | رقم الحلقة | المتوسط |
| الموسم | الموسم | 1          | 2          | 3          | 4          | 5          | 6          | 7          | 8          | 9          | 10         | 11         | 12         | 13         | 14         | 15         | 16         | المتوسط |
| ------ | ------ | ---------- | ---------- | ---------- | ---------- | ---------- | ---------- | ---------- | ---------- | ---------- | ---------- | ---------- | ---------- | ---------- | ---------- | ---------- | ---------- | ------- |
|        | 1      | 1.792      | 1.868      | 1.441      | 2.049      | 2.025      | 1.990      | 1.971      | 1.845      | 1.823      | 1.994      | 1.707      | 1.944      | 1.831      | 2.058      | 2.049      | 1.953      | N/A     |

| الحلقة | تاريخ البث     | متوسط حصة الجمهور | متوسط حصة الجمهور | متوسط حصة الجمهور | متوسط حصة الجمهور |
| الحلقة | تاريخ البث     | TNmS.             | TNmS.             | AGB Nielsen.      | AGB Nielsen.      |
| الحلقة | تاريخ البث     | على الصعيد الوطني | سيول              | على الصعيد الوطني | سيول              |
| ------ | -------------- | ----------------- | ----------------- | ----------------- | ----------------- |
| 1      | 27 سبتمبر 2017 | 8.2٪ (16)         | 9.1٪ (التاسع)     | 7.2٪ (التاسع عشر) | 8.1٪ (الثاني عشر) |
| 2      | 27 سبتمبر 2017 | 9.4٪ (14)         | 10.8٪ (الثامن)    | 9.2٪ (العاشر)     | 10.4٪ (السادس)    |
| 3      | 28 سبتمبر 2017 | 8.0٪ (17)         | 8.7٪ (الحادي عشر) | 8.3٪ (16)         | 9.8٪ (العاشر)     |
| 4      | 28 سبتمبر 2017 | 9.3٪ (10)         | 10.2٪ (التاسع)    | 9.2٪ (الثاني عشر) | 10.9٪ (الثامن)    |
| 5      | 4 أكتوبر 2017  | 5.0٪ (NR)         | 5.2٪ (18)         | 5.1٪ (NR)         | 5.6٪ (17)         |
| 6      | 4 أكتوبر 2017  | 5.5٪ (التاسع عشر) | 5.7٪ (الرابع عشر) | 6.1٪ (الحادي عشر) | 7.0٪ (السابع)     |
| 7      | 5 أكتوبر 2017  | 8.3٪ (13)         | 8.2٪ (الحادي عشر) | 7.9٪ (الرابع عشر) | 8.2٪ (العاشر)     |
| 8      | 5 أكتوبر 2017  | 9.6٪ (السابع)     | 9.9٪ (الثالث)     | 8.9٪ (التاسع)     | 9.6٪ (السادس)     |
| 9      | 11 أكتوبر 2017 | 7.8٪ (17)         | 9.3٪ (العاشر)     | 8.1٪ (الثالث عشر) | 10.0٪ (السابع)    |
| 10     | 11 أكتوبر 2017 | 8.9٪ (15)         | 10.2٪ (الثامن)    | 9.4٪ (الثامن)     | 11.5٪ (الخامس)    |
| 11     | 12 أكتوبر 2017 | 7.5٪ (الثامن عشر) | 7.8٪ (الثالث عشر) | 8.9٪ (الثاني عشر) | 10.3٪ (الثامن)    |
| 12     | 12 أكتوبر 2017 | 8.5٪ (الثاني عشر) | 8.9٪ (الثامن)     | 9.7٪ (العاشر)     | 11.8٪ (السادس)    |
| 13     | 18 أكتوبر 2017 | 7.6٪ (18)         | 8.5٪ (الثامن)     | 8.6٪ (الثامن)     | 9.5٪ (السادس)     |
| 14     | 18 أكتوبر 2017 | 9.1٪ (العاشر)     | 11.4٪ (السادس)    | 10.0٪ (الخامس)    | 11.3٪ (الرابع)    |
| 15     | 19 أكتوبر 2017 | 7.1٪ (NR)         | 7.7٪ (18)         | 7.9٪ (16)         | 8.9٪ (العاشر)     |
| 16     | 19 أكتوبر 2017 | 8.0٪ (18)         | 8.9٪ (الحادي عشر) | 8.9٪ (الحادي عشر) | 9.9٪ (الثامن)     |
| 17     | 25 أكتوبر 2017 | 7.7٪ (15)         | 8.1٪ (الثاني عشر) | 7.3٪ (16)         | 7.9٪ (العاشر)     |
| 18     | 25 أكتوبر 2017 | 8.8٪ (الثاني عشر) | 9.7٪ (الثامن)     | 8.9٪ (السابع)     | 10.0٪ (الرابع)    |
| 19     | 26 أكتوبر 2017 | 6.5٪ (NR)         | 7.0٪ (15)         | 8.2٪ (الثاني عشر) | 9.6٪ (الثامن)     |
| 20     | 26 أكتوبر 2017 | 7.4٪ (18)         | 8.7٪ (الثامن)     | 8.9٪ (الثامن)     | 10.3٪ (السادس)    |
| 21     | 1 نوفمبر 2017  | 6.5٪ (16)         | 7.6٪ (الحادي عشر) | 6.9٪ (13)         | 7.9٪ (التاسع)     |
| 22     | 1 نوفمبر 2017  | 7.6٪ (الحادي عشر) | 8.9٪ (السادس)     | 8.4٪ (السابع)     | 9.7٪ (الخامس)     |
| 23     | 2 نوفمبر 2017  | 7.0٪ (18)         | 7.1٪ (16)         | 7.3٪ (17)         | 8.3٪ (13)         |
| 24     | 2 نوفمبر 2017  | 8.2٪ (الرابع عشر) | 9.0٪ (السابع)     | 8.6٪ (التاسع)     | 9.9٪ (السابع)     |
| 25     | 8 نوفمبر 2017  | 5.7٪ (NR)         | 7.2٪ (18)         | 6.8٪ (17)         | 8.2٪ (التاسع)     |
| 26     | 8 نوفمبر 2017  | 6.8٪ (التاسع عشر) | 8.4٪ (الحادي عشر) | 8.6٪ (السابع)     | 10.0٪ (السادس)    |
| 27     | 9 نوفمبر 2017  | 7.7٪ (18)         | 9.3٪ (التاسع)     | 7.7٪ (الثاني عشر) | 8.9٪ (التاسع)     |
| 28     | 9 نوفمبر 2017  | 8.7٪ (الرابع عشر) | 10.1٪ (السابع)    | 9.6٪ (الثامن)     | 11.3٪ (الخامس)    |
| 29     | 15 نوفمبر 2017 | 7.2٪ (16)         | 8.1٪ (التاسع)     | 8.1٪ (الثامن)     | 9.3٪ (السادس)     |
| 30     | 15 نوفمبر 2017 | 8.7٪ (العاشر)     | 10.0٪ (السادس)    | 9.6٪ (السابع)     | 11.0٪ (الخامس)    |
| 31     | 16 نوفمبر 2017 | 7.6٪ (16)         | 8.6٪ (العاشر)     | 8.7٪ (الحادي عشر) | 10.0٪ (السابع)    |
| 32     | 16 نوفمبر 2017 | 8.7٪ (13)         | 9.5٪ (السادس)     | 9.7٪ (السابع)     | 10.9٪ (الخامس)    |
| المعدل | المعدل         | 7.7٪              | 8.7٪              | 8.3٪              | 9.5٪              |

## الإنتاج
تمت القراءة الأولى للسيناريو في 20 يناير 2017 في موكدونج، سيئول، كوريا الجنوبية.
هذا هو التعاون الثاني بين المغنية والممثلة باي سوزي والكاتبة السيناريو بارك هاي-ريون بعد العمل معًا في مسلسل عام 2011 الناجحة الحلم السامي، إنها أيضًا المرة الثالثة التي يعمل فيها بارك ولي جونغ سوك معًا بعد «سماع صوت قلبك» وبينوكيو.
المسلسل تم انتاجه بالكامل مسبقا، بدأ التصوير في فبراير 2017، بينما انضم لي جونغ سوك إلى التصوير في الثاني من شهر مارس 2017. انتهى التصوير في 27 يوليو في ون بانج في مدينة باجو، بعد خمسة أشهر من التصوير.
كانت هذه هي الدراما الثانية التي ظهر فيها شين جاي ها وكيم سو-هيون معًا، بعد «قَالب الصفحات» على قناة كي بي إس المكونة من 3 حلقات.

## الجوائز والترشيحات
| السنة | الجائزة                                  | الفئة                                                 | المتلقي                     | نتيجة | المرجع. |
| ----- | ---------------------------------------- | ----------------------------------------------------- | --------------------------- | ----- | ------- |
| 2017  | جوائز الموسيقى الآسيوية التاسعة عشر Mnet | أفضل OST                                              | باي سوزي - "I Love You Boy" | رشح   | [ 21 ]  |
| 2017  | جوائز SBS للدراما ال25                   | جائزة التميز الأعلى، ممثل في دراما الأربعاء - الخميس  | لي جونغ سوك                 | فوز   | [ 22 ]  |
| 2017  | جوائز SBS للدراما ال25                   | جائزة التميز الأعلى، ممثلة في دراما الأربعاء - الخميس | سوزي                        | فوز   | [ 22 ]  |
| 2017  | جوائز SBS للدراما ال25                   | شخصية العام                                           | لي سانغ يوب                 | رشح   | [ 22 ]  |
| 2017  | جوائز SBS للدراما ال25                   | جائزة التميز، ممثل في دراما الأربعاء - الخميس         | لي سانغ يوب                 | فوز   | [ 22 ]  |
| 2017  | جوائز SBS للدراما ال25                   | جائزة التميز، ممثل في دراما الأربعاء - الخميس         | جونغ هاي إن                 | رشح   | [ 22 ]  |
| 2017  | جوائز SBS للدراما ال25                   | جائزة التميز ممثلة في دراما الأربعاء - الخميس         | كو سونغ هي                  | رشح   | [ 22 ]  |
| 2017  | جوائز SBS للدراما ال25                   | أفضل ممثل مساعد                                       | كيم وون هي                  | فوز   | [ 22 ]  |
| 2017  | جوائز SBS للدراما ال25                   | أفضل ممثلة مساعدة                                     | هوانغ يونغ هي               | رشح   | [ 22 ]  |
| 2017  | جوائز SBS للدراما ال25                   | جائزة التمثيل الشبابي                                 | نام دا ريوم                 | رشح   | [ 22 ]  |
| 2017  | جوائز SBS للدراما ال25                   | جائزة التمثيل الشبابي                                 | شين يي جون                  | رشح   | [ 22 ]  |
| 2017  | جوائز SBS للدراما ال25                   | أفضل ثنائي                                            | لي جونغ سوك وباي سوزي       | فوز   | [ 22 ]  |
| 2018  | جوائز العلامة التجارية الأولى في كوريا   | فئة الدراما                                           | بينما كنت نائما             | فوز   |         |
| 2018  | جوائز بيكسانغ ال54 للفنون                | الممثلة الأكثر شهرة                                   | سوزي                        | فوز   | [ 23 ]  |
| 2018  | جوائز سيول الدولية الثالثة عشر للدراما   | جائزة التميز الأعلى للدراما الكورية                   | بينما كنت نائما             | فوز   | [ 24 ]  |
| 2018  | جوائز سيول الدولية الثالثة عشر للدراما   | الممثل الكوري المتميز                                 | لي جونغ سوك                 | رشح   | [ 25 ]  |
| 2018  | جوائز سيول الدولية الثالثة عشر للدراما   | الممثلة الكورية المتميزة                              | سوزي                        | رشح   |         |
| 2018  | جوائز APAN Star                          | جائزة التميز الأعلى، ممثل في مسلسل قصير               | لي جونغ سوك                 | رشح   | [ 26 ]  |
| 2018  | جوائز APAN Star                          | جائزة التميز، ممثلة في مسلسل قصير                     | سوزي                        | رشح   | [ 26 ]  |
| 2018  | جوائز APAN Star                          | جائزة K-Star ، ممثل                                   | لي جونغ سوك                 | رشح   | [ 26 ]  |
| 2018  | جوائز APAN Star                          | جائزة K-Star ، ممثلة                                  | سوزي                        | رشح   | [ 26 ]  |

## روابط خارجية
بينما كنت نائما على موقع IMDb (الإنجليزية)
- بينما كنت نائما على موقع نتفليكس (الإنجليزية)
- بينما كنت نائما على موقع ليتربوكسد (الإنجليزية)
- بينما كنت نائما على موقع كينوبويسك (الروسية)
- بينما كنت نائما على موقع قاعدة بيانات الفيلم (الإنجليزية)